# مایکل هایت
مایکل هایت (انگلیسی: Michael Hyatt) بازیگر زن آمریکایی است. نام کوچک او که نامِ هنری‌اش است، به دلیل علاقهٔ شدید او به مایکل جکسون (از دوران دبیرستان به‌بعد) اتخاذ شده است.
از فیلم‌ها یا برنامه‌های تلویزیونی که وی در آن نقش داشته است، می‌توان به شبگرد، بخش فوریت‌های پزشکی، ۲۴، نظم و قانون، شش فوت زیر زمین، تئوری بیگ بنگ، ذهن‌های مجرم، دکستر، گلی، وایر، بال غربی، کارآگاه حقیقی، چپاندن قوطی‌حلبی و ری داناوان اشاره کرد.